# Миролюбівська сільська рада (Білозерський район)
Миролюбівська (Радя́нська) сільська́ ра́да — адміністративно-територіальна одиниця та орган місцевого самоврядування в Білозерському районі Херсонської області. Адміністративний центр — селище Миролюбівка.

## Загальні відомості
Радянська сільська рада утворена в 1922 році.
- Територія ради: 3,775 км²
- Населення ради: 2 289 осіб (станом на 2001 рік)

## Населені пункти
Сільській раді підпорядковані населені пункти:
- с-ще Миролюбівка
- с. Грозове
- с-ще Дослідне
- с-ще Молодецьке
- с. Паришеве
- с-ще Мирне

## Склад ради
Рада складалася з 16 депутатів та голови.
- Голова ради: Федак Андрій Олексійович
- Секретар ради: Лисиціна Марія Миколаївна

### Керівний склад попередніх скликань
| Прізвище, ім'я, по батькові | Основні відомості                                                                      | Дата обрання | Дата звільнення |
| --------------------------- | -------------------------------------------------------------------------------------- | ------------ | --------------- |
| Федак Андрій Олексійович    | Сільський голова, 1972 року народження, освіта вища, член Комуністичної партії України | 26.03.2006   | 31.10.2010      |
| Федак Андрій Олексійович    | Сільський голова, 1972 року народження, освіта вища, член Партії регіонів              | 31.10.2010   |                 |

Примітка: таблиця складена за даними сайту Верховної Ради України

### Депутати
За результатами місцевих виборів 2010 року депутатами ради стали:

#### За суб'єктами висування
| Суб'єкт висування           | Кількість обраних депутатів | %    |
| --------------------------- | --------------------------- | ---- |
| Самовисування               | 10                          | 62,5 |
| Комуністична партія України | 6                           | 37,5 |

#### За округами
| № округу                    | Прізвище, ім'я, по батькові      | Дата визнання обраним | Освіта             | Партійна приналежність                        | Відомості про обраного депутата                               |
| --------------------------- | -------------------------------- | --------------------- | ------------------ | --------------------------------------------- | ------------------------------------------------------------- |
| Комуністична партія України |                                  |                       |                    |                                               |                                                               |
| 3                           | Дерен Михайло Йосипович          | 02.11.2010            | середня            | член Комуністичної партії України             | пенсіонер                                                     |
| 8                           | Денисенко Олена Павлівна         | 02.11.2010            | середня спеціальна | член Комуністичної партії України             | Радянський ясла-садок, вихователь                             |
| 9                           | Лучка Василь Михайлович          | 02.11.2010            | середня            | член Комуністичної партії України             | пенсіонер                                                     |
| 11                          | Платовський Віктор Васильович    | 02.11.2010            | середня            | член Комуністичної партії України             | пенсіонер                                                     |
| 13                          | Гачмін Володимир Миколайович     | 02.11.2010            | середня            | член Комуністичної партії України             | Комунальне підприємство «Роса», водокат                       |
| 16                          | Лесниченко Микола Андрійович     | 02.11.2010            | середня            | член Комуністичної партії України             | пенсіонер                                                     |
| Самовисування               |                                  |                       |                    |                                               |                                                               |
| 1                           | Федак Світлана Володимирівна     | 02.11.2010            | вища               | член Всеукраїнського об'єднання «Батьківщина» | Радянська сільська рада, інспектор військово-облікового столу |
| 2                           | Єременко Світлана Анатоліївна    | 02.11.2010            | вища               | позапартійна                                  | Радянська сільська бібліотека, бібліотекар                    |
| 4                           | Кухарчук Ніна Вікторівна         | 02.11.2010            | середня спеціальна | позапартійна                                  | Комунальне підприємство «Роса», бухгалтер-касир               |
| 5                           | Кузнецова Тетяна Олександрівна   | 02.11.2010            | вища               | позапартійна                                  | Радянський ясла-садок, завідувачка дитячого садка             |
| 6                           | Дерев'янко Іван Анатолійович     | 02.11.2010            | середня спеціальна | позапартійний                                 | Ветеринарна лікарня, ветеринарний лікар                       |
| 7                           | Бондар Наталя Василівна          | 02.11.2010            | середня спеціальна | позапартійна                                  | Комунальне підприємство «Роса», керівник                      |
| 10                          | Мєняйло Галина Федорівна         | 02.11.2010            | вища               | член Всеукраїнського об'єднання «Батьківщина» | Територіальний центр, соціальний працівник                    |
| 12                          | Кокиза Петро Касперович          | 02.11.2010            | середня            | член Всеукраїнського об'єднання «Батьківщина» | тимчасово не працює                                           |
| 14                          | Лисиціна Марія Миколаївна        | 02.11.2010            | вища               | член Всеукраїнського об'єднання «Батьківщина» | Радянська сільська рада, секретар                             |
| 15                          | Семенчук Володимир Володимирович | 02.11.2010            | середня            | позапартійний                                 | Сільськогосподарський кооператив «Радянська Земля», механік   |

## Населення
Згідно з переписом УРСР 1989 року чисельність наявного населення сільської ради становила 2065 осіб, з яких 1007 чоловіків та 1058 жінок.
За переписом населення України 2001 року в сільській раді мешкало 2269 осіб.

### Мова
Розподіл населення за рідною мовою за даними перепису 2001 року:
| Мова       | Відсоток |
| ---------- | -------- |
| українська | 81,26 %  |
| російська  | 6,99 %   |
| білоруська | 0,52 %   |
| молдовська | 0,35 %   |
| вірменська | 0,31 %   |
| німецька   | 0,13 %   |
| болгарська | 0,04 %   |
| інші       | 10,40 %  |